# Adrien Houget
Pour les articles homonymes, voir Binot (homonymie).
 (décembre 2023).
Si vous disposez d'ouvrages ou d'articles de référence ou si vous connaissez des sites web de qualité traitant du thème abordé ici, merci de compléter l'article en donnant les références utiles à sa vérifiabilité et en les liant à la section « Notes et références ».
Adrien Jean Thomas Houget, né à Ensival, le 29 juillet 1881 et décédé le 14 juin 1957 à Verviers fut un industriel du textile et homme politique belge francophone libéral.
Son père Fernand Joseph Houget fut conseiller communal de Verviers et membre de la Chambre de Représentants pour l'arrondissement de Verviers. 
Houget fut élu sénateur de l'arrondissement de Verviers (1949-1950); il fut bourgmestre de Verviers (1953-1957).
Il est inhumé au Cimetière de Verviers.